# Rocad
Pour l’article ayant un titre homophone, voir Rocade.
ROCAD est le Réseau Optique du Campus de la Doua (campus scientifique de Villeurbanne, au nord de Lyon).
C'est le réseau métropolitain ou MAN (Metropolitan Area Network) qui interconnecte à très haut débit les écoles et universités du campus. Il est relié à Renater par le biais de LyRES (réseau métropolitain Lyon Recherche et Enseignement Supérieur).
Portail du CISR